# Elias Achouri
Elias Achouri, né le 10 février 1999 à Saint-Denis de La Réunion, est un footballeur international tunisien. Il joue au poste d'ailier droit au FC Copenhague.

## Carrière

### En club
Formé à l'AS Saint-Étienne, il part en 2016 au Portugal où il intègre les catégories des jeunes de Vitória Guimarães. 
En 2020, il signe pour le GD Estoril. Le 26 août 2021, il est prêté au CD Trofense qui joue en deuxième division. Il fait sa première apparition le 12 septembre lors du match nul (0-0) obtenu sur la pelouse de Casa Pia AC. Le 5 décembre, il marque l'unique but de la rencontre en déplacement contre l'Académico Viseu FC.
Le dernier jour du mercato estival de 2022, il est transferé au Viborg FF pour trois saisons.

### En sélection
Le 2 juin 2022, il fait sa première apparition en sélection tunisienne en entrant à la 87e minute à la place de Naïm Sliti lors d'un match au stade olympique de Radès contre la Guinée équatoriale pour les qualifications de la CAN 2023 (remporté 4-0). En décembre 2023, il est retenu dans la liste des 27 joueurs tunisiens sélectionnés par Jalel Kadri pour disputer la coupe d'Afrique des nations 2023.

## Palmarès
FC Copenhague
- Superliga (1) :
  - Champion en 2025
- Coupe du Danemark (1) :
  - Vainqueur en 2025